# Многократные сарказмы
«Многокра́тные сарка́змы» (англ. Multiple Sarcasms) — американский фильм-драма, впервые показанный на Берлинском кинофестивале 6 февраля 2009 года. В американском прокате фильм вышел 8 апреля 2010 года. В главных ролях снялись: Тимоти Хаттон, Дана Дилейни и Мира Сорвино. Фильм получил смешанные отзывы от критиков и был выпущен в ограниченный прокат 7 мая 2010 года.

## Сюжет
Нью-Йорк 1979 года. Габриэль Ричмонд (Тимоти Хаттон) — талантливый архитектор, жизнь которого кажется успешной, ведь у него прекрасная и заботливая жена, любящая и преданная дочь, старые друзья. Ещё он проводит большинство дней в кинотеатре, скрываясь от работы, погружаясь в вымышленный мир. Вдохновлённый Габриэль начинает писать пьесу, основанную на его реальности, исследуя все отношения, которые сделали его жизнь такой, какая она есть.

## В ролях
- Тимоти Хаттон — Габриэль
- Дана Дилейни — Энни
- Мира Сорвино — Кэрри
- Крис Сарандон — Ларри
- Стокард Чэннинг — Памела
- Марио Ван Пиблз — Рокки
- Индия Энненга — Элизабет
- Лайла Робинс — Лоурен